# Méthode d'alto (Gebauer)
Il Méthode d'alto è un trattato didattico per viola pubblicato da Michael Joseph Gebauer. Le prime edizioni non sono datate, ma si presume che la seconda edizione sia successiva al 1802, in quanto Gebauer viene indicato come membro della Garde Impériale, nella quale era entrato in quell'anno. Probabilmente la prima edizione è precedente il 1800, considerando anche che Gebauer nel 1793 ha abbandonato la viola, nella quale eccelleva, a seguito di un incidente che gli ha causato la perdita di una falange del mignolo sinistro, dedicandosi poi a tempo pieno alla banda militare della Guardia, della quale era divenuto direttore capo. Il metodo è stato ripubblicato in diverse edizioni, probabilmente per via di un certo successo raggiunto: due di esse sono state edite da Sieber nel 1816 e 1820, mentre edizioni senza data, probabilmente precedenti, si devono a Lemoine e Margueritat.
Gebauer propone lo studio delle scale, e ognuna di esse viene suonata in duo, con l'allievo che esegue la scala e il maestro che suona una parte di accompagnamento costituita da abbellimenti della scala stessa. Ad ogni scala l'autore fa seguire una composizione per due viole nella stessa tonalità: si tratta di trascrizioni per viola fatte da Gebauer di famose musiche di Mozart, Haydn, Boccherini, Wranitzky e Rasetti. In tutto si tratta di ventisei composizioni, l'ultima è una difficile Air Polonaise dello stesso Gebauer, in tonalità di do diesis minore, che conclude il metodo.